# Juan Francisco Alemany
Juan Francisco Alemany Marín (* 12. November 1963 in Valencia) ist ein ehemaliger spanischer Handballspieler.

## Karriere

### Verein
Juan Francisco Alemany spielte bei den Erwachsenen ab 1981 für Marcol Lanas Aragón in der ersten spanischen Liga. Ab 1983 lief er für Tecnisán Alicante auf, mit dem er in der Saison 1984/85 den dritten Platz belegte und in der Saison 1985/86 die Copa del Rey gewann. Nach drei Jahren wechselte der 1,99 m große linke Rückraumspieler zum Zweitligisten Caixa Valencia, mit dem 1986/87 der Aufstieg gelang. Zur Saison 1989/90 wurde die Lizenz an CB Alzira übertragen, mit dem er 1991/92 erneut in der Copa del Rey triumphierte. In dieser Spielzeit wurde Alemany von der Spielervereinigung zum Spieler des Jahres gewählt. Im EHF-Pokal 1993/94 gewann er seinen ersten internationalen Titel. Anschließend lief er eine Saison für CBM Gáldar auf. Mit der Mannschaft von der Kanarischen Insel Gran Canaria unterlag er in den Finalspielen um den Euro-City-Cup 1994/95 dem TV Niederwürzbach. Mit Ademar León wurde er 1996/97 Vizemeister und Finalist in der Copa ASOBAL. Daraufhin kehrte Alemany in seine Heimatstadt zum Zweitligisten Eresa Valencia zurück. Mit BM Valladolid scheiterte er in den Finalspielen des EHF-Pokal 1998/99 am SC Magdeburg. Nach zwei Jahren bei CB Cangas beendete er seine Karriere als Rekordtorschütze mit 2700 Toren in der ersten spanischen Liga, División de Honor und Liga ASOBAL zusammengerechnet.
Ab 2014 war Alemany Sportreferent bei CB Benaguasil. Seit 2018 ist er Präsident von CB Taurons.

### Nationalmannschaft
In der spanischen Nationalmannschaft debütierte Alemany beim 34:15 gegen Marokko am 19. Juni 1987 in Mérida. Beim Supercup 1991 gewann er mit Spanien den Titel, beim World Cup 1992 Silber. Bei den Olympischen Spielen 1992 in Barcelona warf er acht Tore in sechs Spielen und belegte mit der Auswahl den 5. Platz. Bei der Weltmeisterschaft 1993 kam Spanien ebenfalls auf den 5. Rang, Alemany warf dabei in vier Partien 13 Treffer. Bei der Europameisterschaft 1994 traf er 16 Mal in sechs Spielen und erreichte wieder den 5. Platz. Bei der Weltmeisterschaft 1995 warf er sieben Tore in sechs Einsätzen und belegte den 11. Platz. Insgesamt bestritt er 115 Länderspiele, in denen er 275 Tore erzielte.